# آدريان وايدويتز
آدريان وايدويتز (بالإنجليزية: Adrianne Wadewitz) (6 يناير 1977 – 8 أبريل 2014) هي باحثة في الأدب الإنجليزي وويكيبيدية.
توفيت وايدويتز في يوم 8 أبريل 2014 على أثر سقوطها أثناء تسلق صخور في حديقة شجرة جوشوا الوطنية في كاليفورنيا.

## مساهمتها في ويكيبيديا
بدأت وايدويتز المساهمة في ويكيبيديا في 2004، وكانت تكتب مقالات عن الكاتبات والعالمات، ولها ما يقرب من 50 ألف مساهمة.